# Hackfleisch

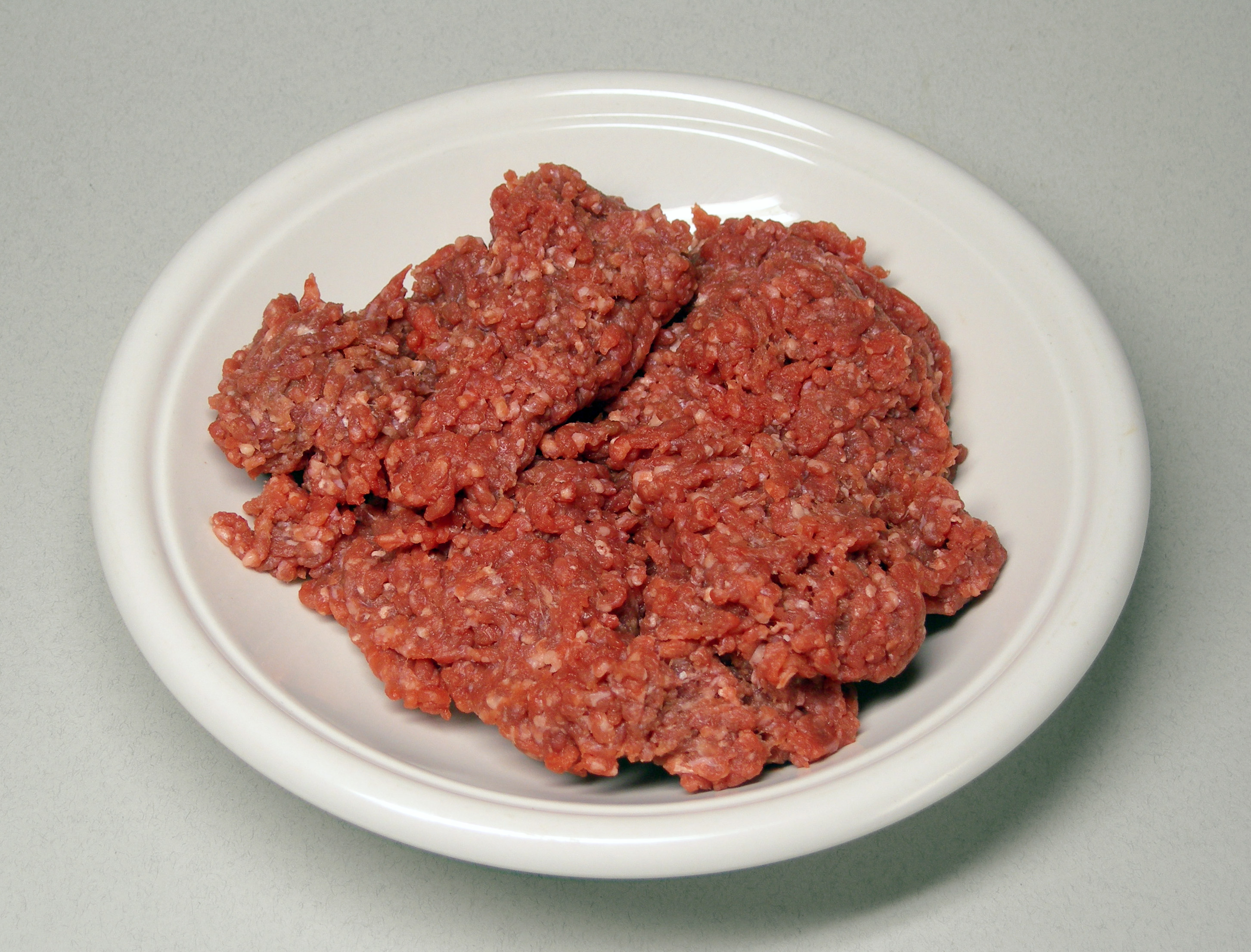
Rohes Rinderhackfleisch

Hackfleisch, auch Gehacktes, Geschabtes, Faschiertes (österreichisch), Gewiegtes, Mett oder Haschee, ist mehr oder weniger fein gehacktes, grob entsehntes Muskelfleisch, das als einzige Beigabe maximal 1 % Salz enthalten darf. Heute wird es nicht mehr mit dem Messer gehackt oder gewiegt, sondern mithilfe eines Fleischwolfs hergestellt. Da die Muskelfasern stark zerkleinert sind, gart es wesentlich schneller als ganze Fleischstücke und kann auch roh verzehrt werden. Rohes Hackfleisch ist aufgrund der vergrößerten Oberfläche und teilweise zerstörten Zellmembranen sehr schnell verderblich.

## Herstellung
Hackfleisch wird vor allem aus rohem Schweinefleisch, Rind- und Kalbfleisch, Hammel- und Lammfleisch, Wildfleisch sowie Geflügel oder gemischten garen Fleischresten oder Wurstresten (Anschnitte oder Wurstenden)  hergestellt.

## EU-Definition
In der EU ist Hackfleisch/Faschiertes definiert als entbeintes Fleisch, das durch Hacken/Faschieren zerkleinert wurde und weniger als 1 % Salz enthält. Zur Herstellung darf nur frisches (oder bei Herstellung aus gefrorenem Fleisch vorher entbeintes) Fleisch aus der Skelettmuskulatur verwendet werden. Rohstoffe dürfen nicht etwa Abschnitte sein, die beim Zerlegen anfallen, also kein Separatorenfleisch, Knochenputz oder Kopffleisch (außer Kaumuskulatur) und keine Stücke aus dem Hand- oder Fußwurzelbereich. Die Verwendung von Pink Slime wäre in der EU im engen Rahmen dieser Vorschriften zulässig, ist aber unüblich. Unmittelbar nach Herstellung muss es umhüllt oder verpackt und auf eine Kerntemperatur von nicht mehr als 2 Grad Celsius herabgekühlt oder auf −18 Grad Celsius oder niedriger gefroren werden. Aufgetautes Hackfleisch darf nicht mehr eingefroren werden.

## Arten
- Fleisch von Rind und Schwein darf in der EU als reines Rindergehacktes bis zu 20 % und bei Schweinefleischanteilen bis zu 30 % Fett enthalten; als „mager“ darf Gehacktes mit einem Fettanteil von bis zu 7 % vermarktet werden.[2] In Deutschland ist Rinder- und Schweinegehacktes am weitesten verbreitet, oft halb und halb gemischt und oft zum rohen Verzehr bestimmt. Nach den Leitsätzen des Deutschen Lebensmittelbuches wird Schweinegehacktes aus grob entfettetem Schweine- und Rindergehacktes aus grob entsehntem Rinderfleisch hergestellt.[3] Thüringer Mett oder Hackepeter ist eine Zubereitung aus Schweinehackfleisch mit Salz, Zwiebeln und Gewürzen. Schinkenmett ist Schweinehackfleisch von besonders hoher Qualität, das aus der Oberschale hergestellt wird.
- Schabefleisch wird aus sehnen- und fettgewebearmem Rindfleisch wie z. B. Oberschale (bei sehr feinem Schabefleisch auch den Enden vom Filet) hergestellt und ist zum rohen Verzehr bestimmt.[4] Oft ist es feiner zerkleinert als sonstiges Hackfleisch. Beefsteakhack, Beefsteak Tatar oder Tatar sind Zubereitungen daraus, denen außer Gewürzen Eigelb zugesetzt sein kann. Tatar ist ursprünglich nur Schabefleisch vom Rinderfilet (Filetbeefsteak), es wird jedoch auch sehr mageres Rindfleisch anderer Stücke dafür verwendet, verkehrsüblich sind dabei maximal 6 % Fett.[5]
- Lammhackfleisch spielt vor allem in der orientalischen oder orientalisch beeinflussten Küche eine Rolle (z. B. Köfte).
- Wild- und Geflügelhackfleisch darf in Deutschland nach Aufhebung der Hackfleischverordnung in allen fleischverarbeitenden Betrieben unter Beachtung der allgemeinen Regeln für Gehacktes hergestellt und roh verkauft werden. Wegen der Trichinen- bzw. Salmonellengefahr durfte es zuvor nicht im Rohzustand an Endverbraucher abgegeben werden.

Beispiele für Hackfleischgerichte sind Frikadellen, Königsberger Klopse, Deutsches Beefsteak, Hamburger und Hackbraten. Gehacktes wird auch als Füllung z. B. in Kohlrouladen oder Paprika verwendet. Zahlreiche Wurstsorten werden aus Hackfleisch hergestellt, zum Beispiel die Thüringer Rostbratwurst.

## EU-Hackfleisch
EU-Hackfleisch ist Hackfleisch, das in Betrieben mit einer speziellen EU-Zulassung unter besonderen hygienischen Anforderungen hergestellt wird. Es wird in der Regel unter Schutzatmosphäre verpackt. Dieses Gasgemisch besteht aus Sauerstoff und Kohlenstoffdioxid. Durch den Anteil Sauerstoff bleibt die rote Farbe des Fleischs länger erhalten, die Graufärbung wird verlangsamt, durch den Anteil Kohlenstoffdioxid in der Packung wird das Wachstum der Mikroorganismen gehemmt. Das Hackfleisch ist damit einige Tage länger haltbar. Das Verbrauchsdatum bei EU-Hackfleisch kann durch Lagertests durch den Hersteller selbst bestimmt werden, es bezieht sich auf eine Lagertemperatur von maximal 2 °C. Diese Temperatur wird in haushaltsüblichen Kühlschränken mit ihren 4–7 °C Lagertemperatur normalerweise nicht erreicht, hierzu sind spezielle Kühl- oder Gefrierfächer erforderlich.

## Lebensmittelhygiene
Herstellung und Umgang mit Hackfleisch sind in der EU einheitlich und in der Bundesrepublik Deutschland ergänzend in der Tierischen Lebensmittel-Hygieneverordnung (Tier-LMHV) vom 8. August 2007 geregelt. Die Tier-LMHV führt Vorschriften des gemeinschaftlichen Lebensmittelhygienerechts aus und ersetzte die Hackfleisch-Verordnung. Frisches Hackfleisch darf danach nur am Tag der Herstellung verkauft werden.
Krankheitserregende Bakterien wie Escherichia coli, Salmonellen und Listerien wachsen in Hackfleisch schnell. Um ihre Vermehrung zu behindern und damit auch die Haltbarkeit des Lebensmittels zu erhöhen, werden Versuche unternommen, bei industrieller Herstellung Milchsäurebakterien zuzusetzen wie bei Joghurt und Käse. Die Wirksamkeit von in den USA entwickelten Verfahren, bei denen dem Hackfleisch Ammoniak zugesetzt wird, um Bakterien abzutöten, ist umstritten.
Die Stiftung Warentest hat gemischtes Hackfleisch (halb Rind, halb Schwein) 2015 untersucht: Die Hälfte der getesteten Produkte enthielt Keime wie Escherichia coli (auch als E.-Coli-Bakterien bekannt) und Salmonellen. In 8 von 21 Fällen stießen die Tester auch auf antibiotikaresistente Keime.